# Tegelort

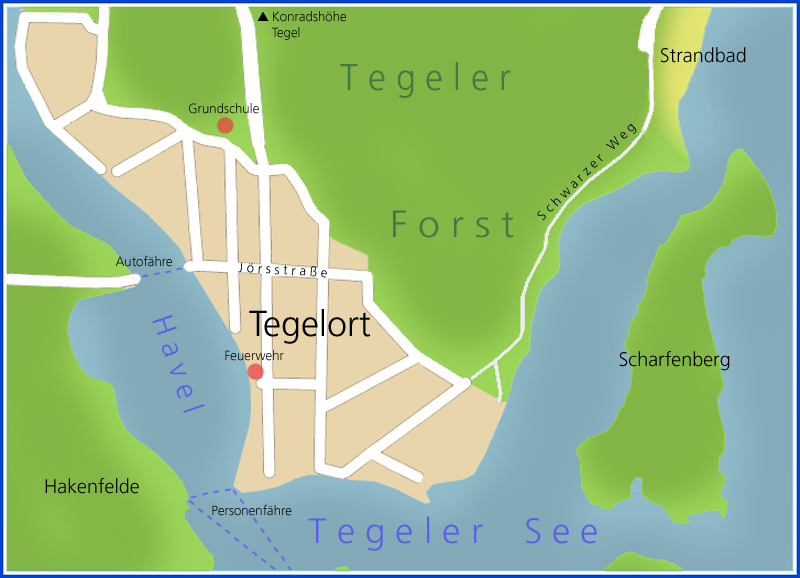
Lagekarte von Tegelort

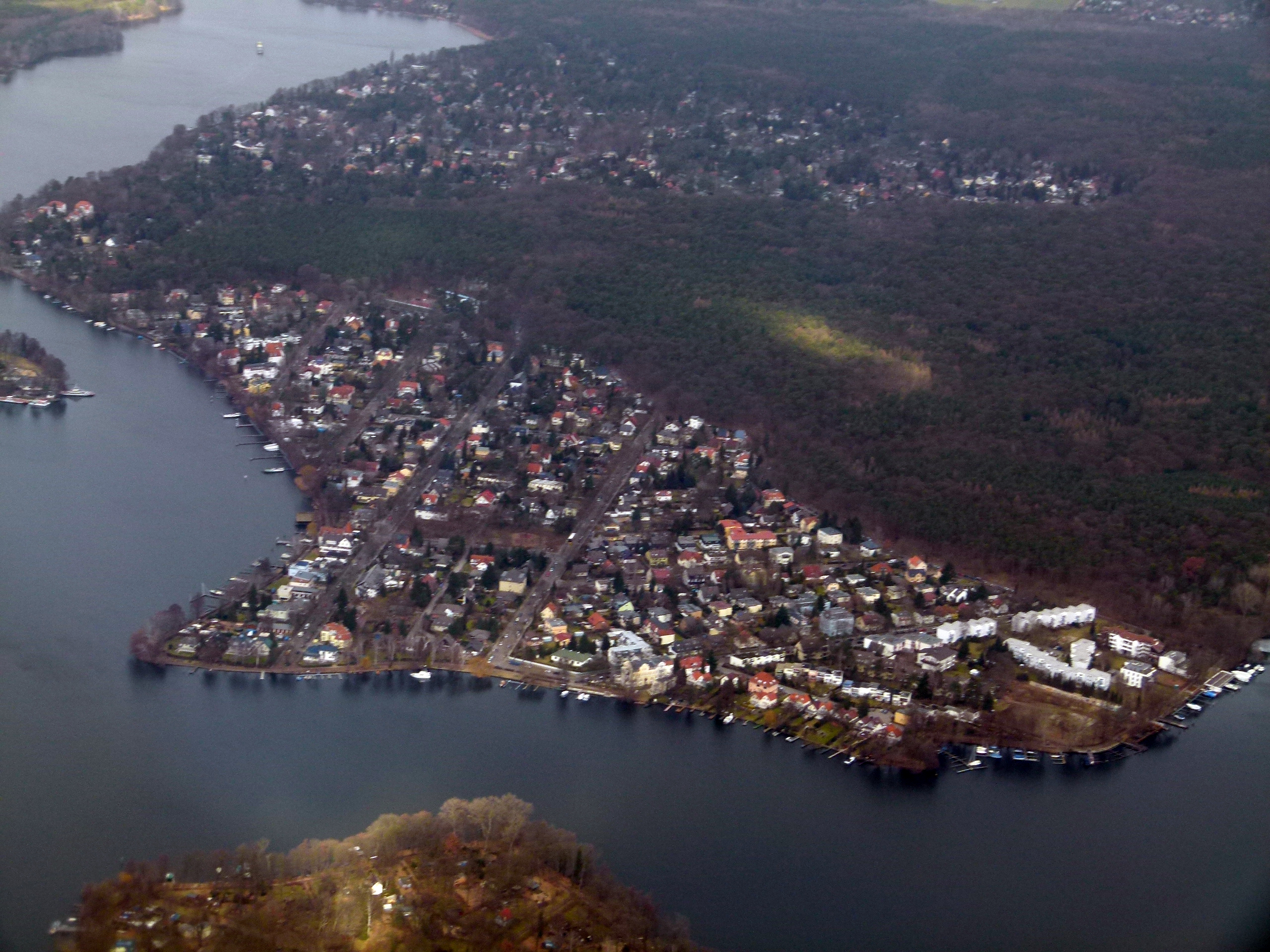
Blick auf Tegelort vom Flugzeug aus

Tegelort ist eine Ortslage und ein Villenvorort auf der gleichnamigen Halbinsel im Berliner Ortsteil Konradshöhe des Bezirks Reinickendorf. Der Name leitet sich von der ehemaligen Bezeichnung Tegelscher Orth ab. Umgeben wird Tegelort vom Tegeler Forst sowie der Havel und dem Tegeler See. Tegelort liegt rund 31 Meter über Normalnull. Die Ortslage ist mit einer Autofähre, die über die Havel zum Aalemannufer führt, mit dem Spandauer Ortsteil Hakenfelde verbunden.

## Geschichte

### Die Feldmark von Heiligensee
Die heutige Ortslage Tegelort war ursprünglich vollkommen bewaldet und bildete den südlichsten Teil der Feldmark der Gemeinde Heiligensee.

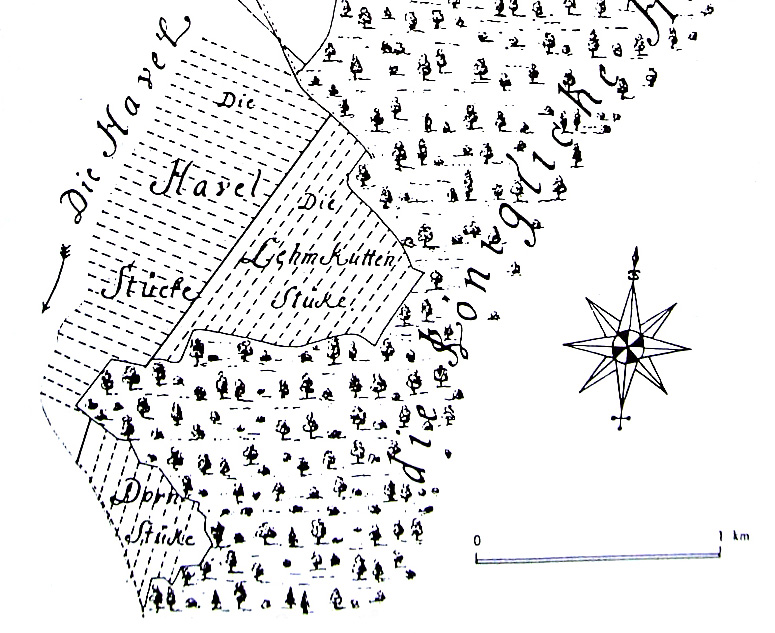
Die südliche Heiligenseer Feldmark, 1739

Nur wenige unbefestigte Sandwege führten in dieses Gebiet zwischen Havel, Tegeler See und der „Königlichen Heyde“, dem späteren Tegeler Forst. Bauern, Jäger und Pilzsucher waren lange Zeit die einzigen Besucher dieser abgelegenen Region zwischen Wald und Wasser. Kahnschiffer hatten am Ostufer der Havel einen Treidelpfad angelegt. Dieser Uferweg ist bis heute als beliebter Spazierweg erhalten.
Um 1600 begannen die Heiligenseer Bauern die Feldmark zu roden um neues Ackerland zu erschließen. Zwischen 1753 und 1767 rodeten und bestellten sie das Flurstück Dornstücke, das zu einem Großteil auf dem Gebiet des heutigen Tegelorts lag. Allerdings waren die Böden der neu bestellten Flurstücke zu sandig und somit unfruchtbar. Die kümmerlichen Erträge führten dazu, dass die landwirtschaftliche Nutzung hier nicht dauerhaft betrieben wurde.
Dennoch pachteten am 22. Oktober 1822 die Heiligenseer Kossäten 70 Morgen Waldgebiet südöstlich der Dornstücke (das Gebiet zwischen der Grenzstraße, heute: Beatestraße, und dem heutigen Theresenweg). Den dort entstandenen Kossätenacker nannten diese ersten Siedler wegen seiner Nähe zum Tegeler See Tegelscher Orth.

### Die Kolonien bis 1914

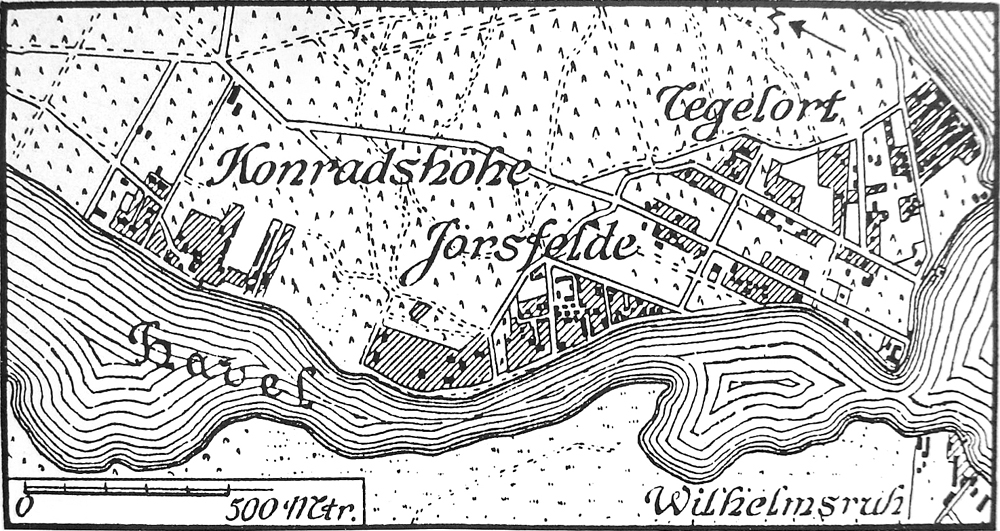
Die drei Kolonien, 1905

Die nach dem Deutsch-Französischen Krieg 1870/1871 im Deutschen Reich einsetzenden Gründerjahre schlugen sich auch in der Gründung der heutigen Ortslage Tegelort nieder. Der Berliner Färber Carl Berger erwarb 1872 vom Heiligenseer Kossätenehepaar Grieft ein Wassergrundstück in der heutigen Scharfenberger Straße. Aus dem Bergerschen Haus entwickelte sich die Kolonie Tegelort, bestehend aus ein paar hundert Häusern und einem Dutzend Gaststätten. Das von Berger gebaute Gebäude Restaurant Tegelort, später Seegarten, steht noch heute, allerdings als Ruine. Es ist das älteste Gebäude Tegelorts.

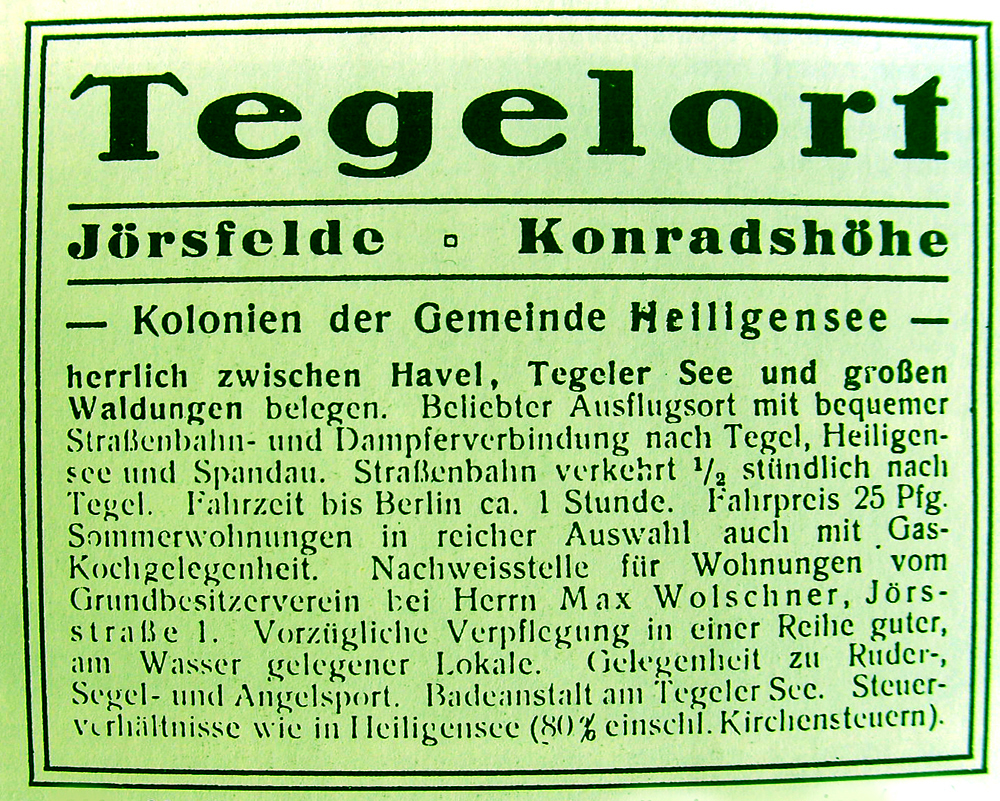
Anzeige des Grundbesitzervereins, 1915

Auch die Gründung der Kolonie Jörsfeld geht auf einen Berliner Unternehmer zurück. Der Mützenfabrikant Otto Joers erwarb von Heiligenseer Bauern die Grundstücke ‚seiner‘ Kolonie, die sich in etwa auf dem Gebiet nördlich von der nach ihm benannten Jörsstraße befand. Bis in die 1940er-Jahre wurde dieser Teil von den Einwohnern Jörsfelde genannt. 1896 wurde Tegelort amtlich zum „Villenvorort von Berlin“ erklärt.

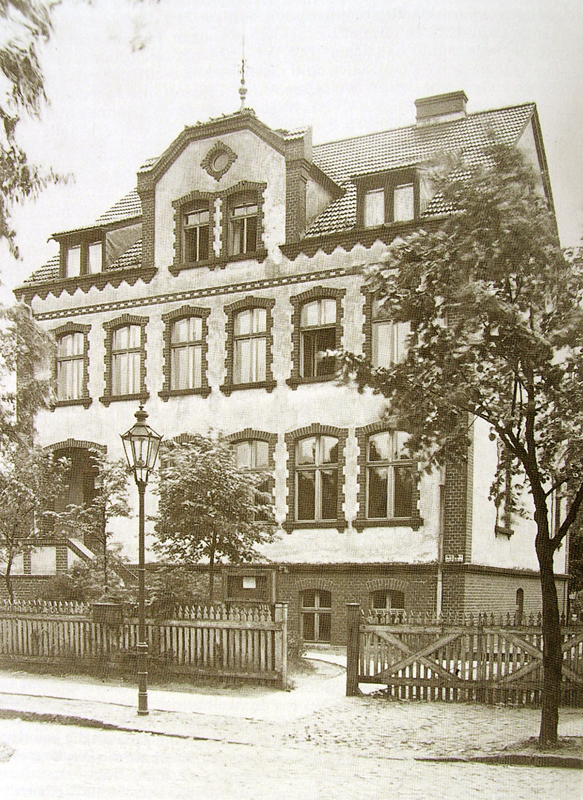
Historisches Schulgebäude Luisenstraße, um 1910

Einige Einwohner gründeten 1902 die Freiwillige Feuerwehr Tegelort, 1905 wurde das Feuerwehrhaus in der Bismarckstraße (heute: Friederikestraße) eingeweiht. Die Feuerwache wurde im Laufe der nächsten Jahrzehnte mehrfach um- und ausgebaut und erhielt u. a. 1929 ein Feuerlöschboot mit Bootshaus. 1904 schenkte Otto Joers der Gemeinde Heiligensee ein Grundstück in der Luisenstraße für einen Schulbau. Er wurde nötig, da die Einwohnerzahlen in den Kolonien ständig stiegen. Bereits ein Jahr später konnte die Schule eröffnet werden, die auch von Kindern der Kolonie Konradshöhe besucht wurde. 1911 wurde außerdem eine Postagentur mit Telegrafenbetrieb eröffnet.

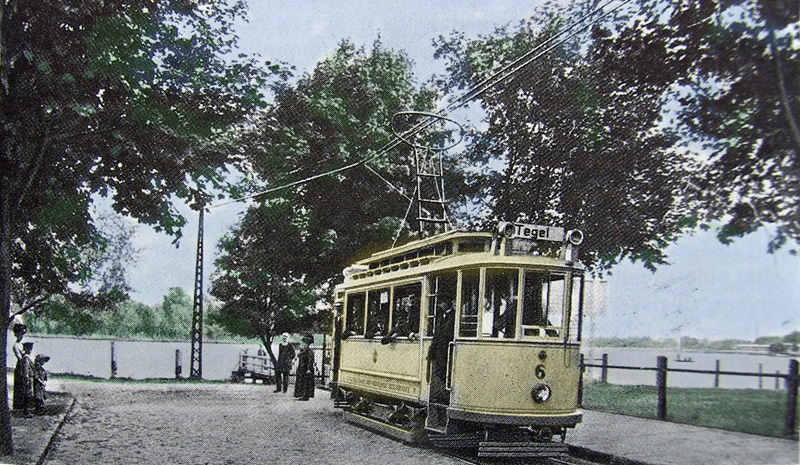
Straßenbahn an der Endhaltestelle Barschelplatz, 1913

Eine entscheidende Infrastrukturmaßnahme für die Kolonien vollzog sich 1913 mit der Eröffnung des Südastes der Straßenbahn der Gemeinde Heiligensee an der Havel von Tegel nach Tegelort. Die neue schnelle Verkehrsverbindung zum Stadtrand Berlins war ein großer Impuls für die weitere Besiedelung von Tegelort und Jörsfelde. Insbesondere der Fremdenverkehr, der in den Sommermonaten tausende Berliner „ins Grüne“ lockte, profitierte von der Straßenbahn. Die Linie wurde 1920 in das Netz der Berliner Straßenbahn integriert und 1958 eingestellt. 1909 errichtete die Gemeinde Heiligensee in Sandhausen eine Gasanstalt, um die Kolonien mit Gas zu versorgen. Bis vor dem Ersten Weltkrieg waren Tegelort und Jörsfelde im Wesentlichen im heutigen Umfang bebaut.

### 1918–1945
Die Gemeinde Heiligensee mit ihren drei Kolonien Tegelort, Jörsfelde und Konradshöhe wurde 1920 nach Groß-Berlin eingemeindet und Bestandteil des neu geschaffenen Verwaltungsbezirks Reinickendorf. Nach der Inflation erlebte Tegelort und Jörsfelde einen weiteren Bau- und Besiedelungsschub. Die letzten Ackerflächen wurden verkauft und bebaut, die Einwohnerzahl verdoppelte sich innerhalb eines Jahrzehnts. Ab den 1920er Jahren erfolgte flächendeckend der Anschluss an das Berliner Strom- und Wasserversorgungsnetz. Im Sommer 1930 nahm eine Auto- und Personenfähre zwischen der Jörsstraße in Tegelort und dem Aalemannufer in Hakenfelde den Betrieb auf. Diese Fährverbindung besteht bis heute.

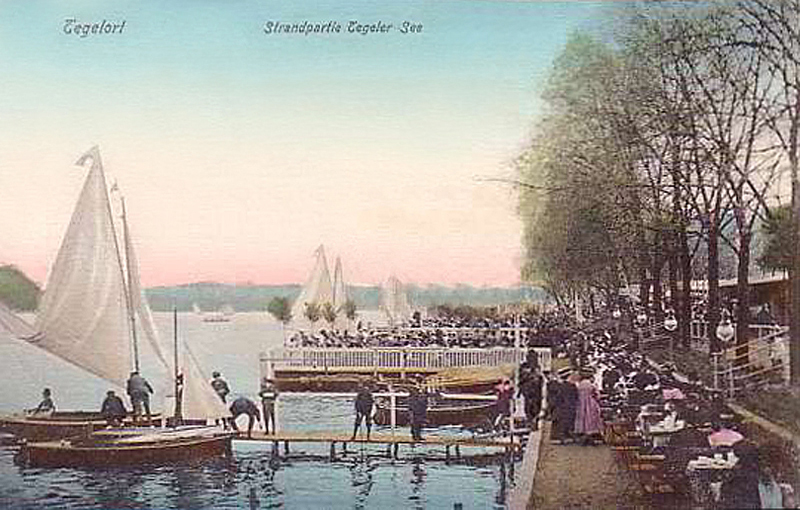
Tegelorter Ausflugslokale am Tegeler See, um 1910

Die 1920er und 1930er Jahre waren die Blütezeit der Tegelorter Ausflugslokale. Ausflugsdampfer und Straßenbahn konnten die zahlreichen Gäste kaum fassen, die aus Berlin in die Gaststätten strömten. Neben der Gastronomie im eigentlichen Sinn öffneten mehrere „Vergnügungsparks“ ihre Pforten, in denen Seilbahnen, Karussells, Kegelbahnen, Theater und Kinos geboten wurden. Besonders die Scharfenberger- und Birkenstraße (heute: Edeltrautweg) waren Hochburgen der Berliner Wochenendausflügler. Neben zahlreichen Gaststätten wurde der Wassersport zum Publikumsmagneten. Mehrere Vereine, Club- und Bootshäuser erinnern zum Teil noch heute daran. 1932 eröffnete das Strandbad Tegelsee, das sich seitdem jeden Sommer großer Beliebtheit erfreut.

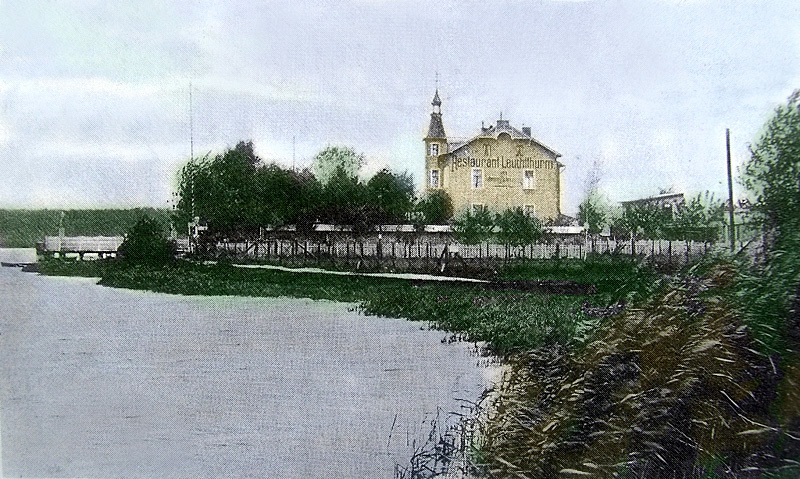
Restaurant Leuchtthurm, 1907

Zwei Widerstandskämpfern gegen das NS-Regime aus Tegelort und Konradshöhe ist in Konradshöhe ein Gedenkstein gewidmet. Albert Brust (aus der heutigen Friederikestraße) war Maschinenschlosser bei Rheinmetall-Borsig in Tegel und leitete die dortige Betriebs-Widerstandsgruppe. Er wurde am 26. September 1944 im Zuchthaus Brandenburg hingerichtet. Der Zweite Weltkrieg richtete in Tegelort vergleichsweise wenig Schaden an. Wegen der aufgelockerten Bebauung wurden Flächenbrände verhindert. Unter anderem wurde das „Wahrzeichen“ Tegelorts, das 1890 eröffnete Restaurant Leuchtthurm, bei einem Fliegerangriff zerstört, wobei 24 Menschen ums Leben kamen. Am 23. April 1945 gegen 15 Uhr marschierte die Rote Armee kampflos in Tegelort ein.

### Seit 1945

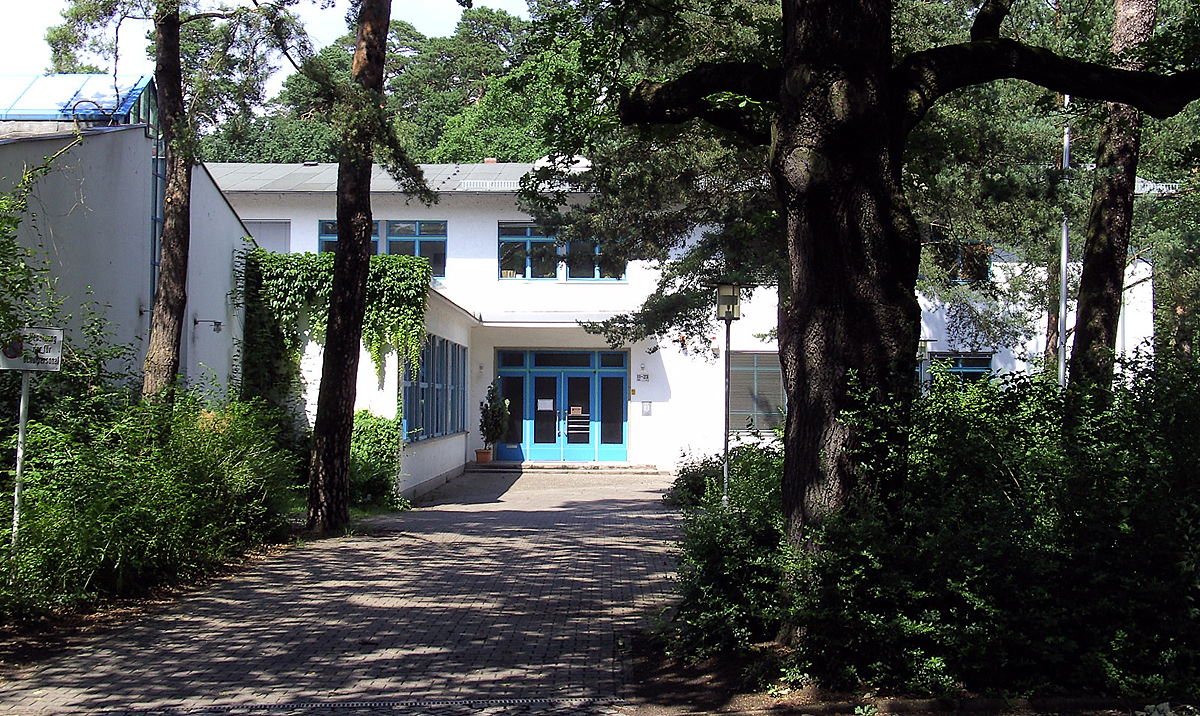
Schulneubau von 1953 im Gerlindeweg

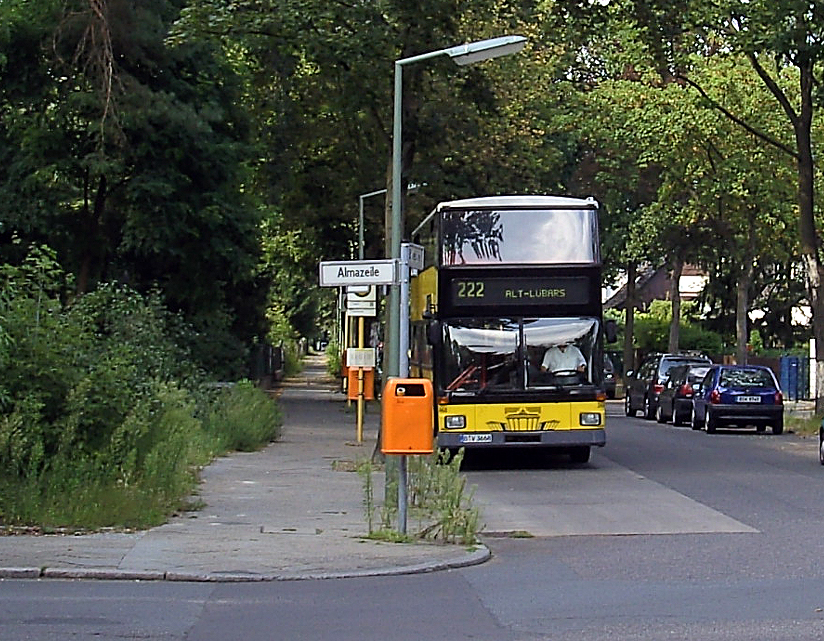
Endhaltestelle Tegelort, Bus 222

Für kurze Zeit beschlagnahmten sowjetische Truppen einen Teil der Wohnhäuser, wenig später wurde Tegelort von der französischen Besatzungsmacht übernommen. Diese richteten in der Scharfenberger Straße das Offiziersheim „Bir Hakeim“ ein (siehe Schlacht von Bir Hakeim), das bis Mitte der 1950er Jahre bestand.
Im Jahr 1950 wurde Tegelort gemeinsam mit Konradshöhe als Konradshöhe ein Ortsteil des Bezirks Reinickendorf. Die Begriffe Jörsfelde und Kolonien sind heute nicht mehr gebräuchlich. In der Nachkriegszeit kam für Tegelort der Begriff Luftkurort auf, der allerdings nie amtlich bestätigt wurde. Gleichwohl besitzt Tegelort aufgrund der umgebenden großen Wasser- und Waldflächen bis heute eine vergleichsweise saubere Luft. 1953 wurde ein Neubau der Tegelorter Schule im Gerlindeweg eingeweiht, der (mit Erweiterungen von 1995) bis heute in Benutzung ist und 1969 den Namen Grundschule am Tegelschen Ort erhielt. Das historische Schulgebäude in der Luisenstraße beherbergt seit 2008 ein Gesundheitszentrum.
Die Berliner U-Bahn-Linie C (heute U6) wurde 1958 bis Tegel ausgebaut. In diesem Zusammenhang wurde der Straßenbahnverkehr von Tegel nach Tegelort eingestellt und von der BVG durch die Buslinie 20 (heute 222) ersetzt. Im Jahr 1961 erhielten die Tegelorter Straßen ihre heutigen Mädchennamen, 1974 wurden die letzten Gaslaternen durch eine elektrische Straßenbeleuchtung ersetzt. Mit dem Anschluss der letzten Tegelorter Grundstücke an das Berliner Kanalisationsnetz in den 1980er Jahren wurde der technische Infrastrukturausbau Tegelorts abgeschlossen.
In Tegelort befindet sich die Grundschule Am Tegelschen Ort, die für die meisten Grundschüler aus Konradshöhe und Tegelort sowie einige Schüler aus Heiligensee und Tegel die erste Bildungseinrichtung ist. Darüber hinaus verfügt Tegelort über eine Freiwillige Feuerwehr, die auch außerhalb von Tegelort Einsätze fährt.
Die Ortslage ist noch immer ein beliebtes Ziel für Touristen und Wochenendausflügler und besitzt daher Hotels und Gaststätten. Für Ausflugsdampfer bestehen mehrere Anlegestege.